# Rijksbeschermd gezicht Berkeloord
Gezicht Berkeloord is een van rijkswege beschermd dorpsgezicht in Lochem in de Nederlandse provincie Gelderland. Het villapark is gebouwd in de jaren 1907 - 1912 en werd uitgebreid vanaf 1920. Daarbij werd ook een hertenkamp aangelegd.
De procedure voor aanwijzing tot beschermd dorpsgezicht werd gestart op 18 juni 2004. Het gebied werd op 21 februari 2007 definitief aangewezen. Het beschermd gezicht beslaat een oppervlakte van 24,3 hectare.
Panden die binnen een beschermd gezicht vallen krijgen niet automatisch de status van beschermd monument. Wel zal de gemeente het bestemmingsplan aanpassen om nieuwe ontwikkelingen in het gebied te reguleren. De gezichtsbescherming richt zich op de stedenbouwkundige en cultuurhistorische waardering van een gebied en wil het toekomstig functioneren daarvan veiligstellen.